# Собор 1553—1554 годов
Собо́р 1553—1554 годо́в, известный как «собор на еретиков», проходил в Москве осенью 1553 — зимой 1554 года. Задачей собора было разбор и осуждение ереси Матвея Башкина. Но в ходе соборных заседаний возник ещё ряд дел, по которым тоже были вынесены соборные решения. Собор рассмотрел также вопросы теории иконописания.
К сожалению, материалы, относящиеся к собору сохранились далеко не в полном объёме, хотя в описи царского архива упоминаются «соборные дела, списки черные Матвея Башкина, да Ортемия… и Феодоса Косова и иных старцев».
Сохранились «Соборная грамота в Соловецкий монастырь», челобитные благовещенских священников Сильвестра и Симеона, послание царя Иоанна Максиму Греку о ереси. Лучше сохранились материалы по делу дьяка Висковатого.

## Участники собора
В соборе приняли участие митрополит Московский Макарий, архиепископ Ростовский Никандр, епископ Суздальский Афанасий, епископ Рязанский Кассиан, епископ Тверской Акакий, епископ Коломенский Феодосий, епископ Сарский Савва, а также многочисленное духовенство, царь Иоанн Грозный с боярами и другими светскими лицами. Собор проходил в царских палатах. Возглавлял собор митрополит Макарий.

## Соборный суд

### Дело Матвея Башкина
Матвей Башкин происходил из семьи мелкопоместных детей боярских и входил в III статью «избранной тысячи».
Дело началось во время Великого поста 1553 года. К священнику Благовещенского собора Московского Кремля Симеону явился для исповеди сын боярский Матвей Башкин. Духовный сын был необычен: он не столько исповедовался и вопрошал, сколько сам старался поучать священника, призывая его «бдеть о душах наших». В другую встречу, уже на подворье Симеона, говорил: «Надобно не только читать написанное в беседах тех, а и совершать на деле. А начало от вас: прежде вам, священникам следует показать начало собою и нас научить». В следующую встречу он уже позвал благовещенского священника к себе. Здесь он сообщил, что отпустил своих холопов на волю, изодрав холопьи грамоты. Подкрепил это евангельской цитатой. В целом Симеон благосклонно отнёсся к его словам: «И мне то показалось добро». Однако сообщил о странном духовном чаде своему сослужителю, Сильвестру: «Пришёл ко мне сын духовный необычен и великими клятвами умолил меня принять его на исповедь в Великий пост; многое предлагает мне вопросы недоуменные; требует от меня поучения, а в ином и сам меня учит, и я удивился тому и весьма усомнился». Сильвестр отвечал: «Каков-то сын то будет у тебя, а слава носится про него недобрая». То есть о Башкине уже говорили как о человеке подозрительном. Сильвестр решился доложить царю, но того в столице не было: он отправился в паломничество в Кирилло-Белозерский монастырь. За отсутствие царя состоялась ещё одна встреча благовещенского протопопа и Башкина. Опять он позвал священника к себе и показал «Апостол», густо размеченном воском, и начал излагать свои сомнения, а ещё более толкования, которые показались Симеону «не по существу и развратными». Башкин сам посоветовал обратиться за помощью к Сильвестру. В июле Башкин со своими толкованиями предстал перед царём. Из-за угрозы со стороны Крыма дело было отложено, а сам смутьян оказался в подклети царского дворца под охраной двух иноков Иосифо-Волоцкого монастыря. В заключении он вдруг стал бесноваться, но потом стал каяться и выдал своих единомышленников: братьев Григория и Ивана Борисовых-Бороздиных и других, и сознался, что своё учение он позаимствовал от аптекаря Матфея литвина и Андрея Хотеева, «латынников». Башкин сообщил также, что заволжские старцы не только «не хулили его злобы», но и ещё укрепляли его в ней. Выяснилось, что еретики исповедовали Иисуса Христа не равным Отцу, отрицали благодатность Святых Даров, считая их простым хлебом и вином, отвергали святые иконы, называя их идолами, отвергали таинство покаяния, считая, что переставший грешить освобождается от греха, не признавали святоотеческое предание, называя его баснословием.
В декабре 1553 года Башкин был осуждён и отправлен в Волоколамский монастырь. Дальнейшая его судьба неизвестна. Иван Борисов был сослан в Валаамский монастырь, но бежал оттуда в «Свейскую землю».
Оправдываясь, Башкин оговорил и ряд заволжских старцев, в том числе и авторитетного в их среде старца Артемия, который ещё недавно был игуменом Троице-Сергиева монастыря.
Социальный состав кружка Башкина — мелкопоместные дети боярские. Известны имена тверских помещиков братьев Борисовых-Бороздиных Григория и Ивана. Другие имена — неизвестны.

### ДелоАртемия
Артемий, старец Порфириевой пустыни, недавно возвеличенный царём и поставленный игуменом важнейшего Троице-Сергиева монастыря, призван на собор был как искушённый богослов «говорить книгами» с еретиками. Однако Башкин на следствии оговорил его, обвинив в отрицании святоотеческого предания, икон и причастия. На очной ставке все эти обвинения рассыпались. Артемий, желая избежать других обвинений, поспешил покинуть Москву и укрылся в своей Порфириевой пустыне. Побег не спас его от разбирательства, и вскоре после этого он был доставлен в Москву уже как обвиняемый.
Здесь у старца нашлись недоброжелатели, поспешившие обвинить его в многоразличных ересях. Основной из них, бывший игумен Ферапонтова монастыря Нектарий, обвинил Артемия в критике «Просветителя»: тот утверждал, что в книге Иосифа Волоцкого «О Троице негораздо сказано». Кроме того, Артемий новгородских еретиков не проклинает а «латын хвалит». Последнее обвинение относится к поездке Артемия из Псковского Печерского монастыря в Нейгаузен, куда старец отправился с желанием полемизировать с западными богословами. Желание спорить с «латынами» собором было осуждено. Другой виной было нарушение постов. Нектарий заявил, что Артемий в Великий Пост ел рыбу. Другие же «богохульные вины» Артемий отвёл, а свидетели, привезённые из Нило-Сорской пустыни их не подтвердили.
Троицкие старцы обвинили Артемия в хуле о крестном знамении. Один из них, Андриан Ангелов, утверждал, что Артемий говорил о ненужность петь панихиды по умершим. Другой, о ненужности пения акафистов Иисусу и Богородице. Но все эти обвинения были связаны с неверным пониманием его слов, тем не менее всё сказанное ими собор вменил в вину Артемию.
В вину Артемию было вменено и отрицание существования самой ереси. «Ныне ересей нет,- говорит он,- и в спор никто не говорит». О Башкине же Артемий говорил: «То деи Матфей робячее чинил, и неведает того, что чинил своим самомышлением». Позже, уже в Литве в послание «Брату отступившему и жену понявшему» Артемий напишет: «Понеже к неправедным наукам приложился еси, их же иногда и мы сами, не ощутившия сущая в них прелести антихристова духа, не дерзнухом хулити, но в некоих речах не разноствовахом». Артемий сожалеет о некогда благодушном своём отношении к заблуждениям своих товарищей, о том, что не сумел разглядеть в их поверхностных «робячих» суждениях развивающуюся ересь. Ныне же Артемий пишет послания, призывающие стоять в православной вере до конца.
Реальной дисциплинарной провинностью Артемия было сокрытие блудного греха при поставлении его игуменом Троицкого монастыря. При этом старец пытался выкрутиться, свалив вину на своего духовника.
В результате Артемий, хоть его еретичество не было доказано, был осуждён к ссылке в Соловецкий монастырь под надзор игумена, «да не како свободнее живет идеже хочет, и учит, и пишет, и послания посылает и беседует с ними ж хочет, и тако душевного повреждения виновен будет многим».. В соборной грамоте говорится о необходимости покаянии его в своих ересях и строгом его содержании. Артемий отстранялся от причастия до конца своей жизни. Впрочем, в скором времени Артемию удалось бежать с островов, по-видимому, с ведома игумена, которым был в ту пору Филипп (Колычев).
В сущности, Артемий попал под подозрение раньше, благодаря своему товарищу по Порфириевой пустыни Порфирию Малому, речи которого вызвали подозрения у благовещенских протопопов Сильвестра и Симеона ранее.

### Порфирий Малый
Порфирий Малый — товарищ и ученик Артемия, живший вместе с ним в Порфириевой пустыни. Впрочем, на суде Артемий открещивался от его ученичества.
Прибыв в Москву, много беседовал с благовещенским попом Симеоном. Симеон утверждает, что Порфирий «от писания говорил недобро» через это сомневался и в хвалимом им Артемии. Сильвестр, услышав о Порфирии от Симеона, сам беседовал с ним, отметив его «учения слабостная». Для Сильвестра несомненно влияние на Порфирия Артемия: «Во учителе его Артемьи начал примечати по наречью». Речи «Перфильевы» были поданы царю и оглашены на соборе. Порфирий подтвердил эти речи своей подписью. Упомянутый список не сохранился. В чём была «слабостность» «Перфильевых речей» сообщает Никоновская летопись. «Всех чудотворцев, верующих во Христа и чудеса творящих, похулили и правила все и церковные соборы басни вменяли». Порфирий же назвал Николая Чудотворца простым мужем. Вряд ли сам Артемий разделял эти крайние взгляды, но в его посланиях встречаются пассажи: «Вера бо истиннааа от Святого Писания, а не от чудес познавается». Вероятно ученики его, не ограничившись духовным пониманием слов, мысль развили дальше, и пришли к отрицанию чудес святых.
Вместе с Порфирием в летописи упоминается ещё один насельник Порфириевой пустыни, Савва Шах. Савва Шах на собор был доставлен вместе с Артемием, а осуждён вместе с Порфирием Малым. По соборному приговору, сослан в Ростовскую епархию.

### Исаакий (Белобаев)
Осужден был также соловецкий старец Исаак Белобаев, некогда живший в той же Порфириевой пустыни. Доставили его с Соловков. Однако в чём состояла его ересь — неизвестно. На соборе за него стал заступаться его духовный сын, рязанский епископ Кассиан, но, его разбил паралич, и это было воспринято как Божий знак.
Сохранился интересный документ, который содержит полемику автора с Кассианом по поводу допустимости именования Иисуса Христа Вседержителем. Кассиан отрицает возможность такого употребления, оппонент обвиняет его в исповедовании Сына не равночестным Отцу.

### ОбвинениеФеодорита Кольского
Преподобный Феодорит Кольский, просветитель лопарей и игумен Спасо-Евфимиева монастыря в Суздале, так же некогда жил в Порфириевой пустыне, выступал на суде как свидетель и был «уличён» своим епархиальным владыкой Афанасием (Палецким) в дружбе с Артемием и обвинён в ереси. Еретичность Феодорита доказать не удалось. Сообщения о его ссылке по приговору собора в Кирило-Белозерский монастырь не подтверждается: по меньшей мере, до конца октября 1554 года он оставался игуменом Спасо-Евфимиевского монастыря. Причины, по которым Феодорит всё же оказался в ссылке, неизвестны. Известно о его весьма натянутых отношениях с владыкой Афанасием, которого он прямо обвинял в пьянстве и сребролюбии, и евфимиевской братией, недовольной строгостью порядков нестяжательного игумена. Уже в конце 1556 года ходатайством митрополита Макария и его духовных чад был освобождён и направлен c ответственным дипломатическим поручением в Константинополь.

### Другие фигуранты по делу о ереси
Уже в январе 1554 года в Москву из Кирилло-Новоезерского монастыря были доставлены Феодосий Косой и Игнатий. Никаких документов о следствии не сохранилось, неизвестно и когда оно проходило. Однако оба еретика смогли бежать из-под стражи и эмигрировать в Литву. Еретические взгляды Феодосия известны из пространного сочинения инока новгородского Отенского монастыря Зиновия «Истины показания…» и относятся к литовскому периоду его деятельности. Каковы были взгляды Феодосия и Игнатия на момент собора сказать трудно.
Значительно позже, в 1556—1557 годах были осуждены ученики Артемия новоезерские инок Иона и иеромонах Аникей Киянский. Однако документы суда и следствия этих монахов не сохранились.

## Дело дьякаВисковатого
Самостоятельное значение имеет дело посольского дьяка Ивана Висковатого. Ещё в начале собора, 25 октября 1553 года во время заседания, на котором обсуждались меры принятые относительно иконописания согласно уложению собора 1551 года, участвующий в соборе Иван Висковатый выступил против новых икон, написанных для Благовещенского собора после пожара 1547 года. По требованию митрополита Макария через месяц дьяк подал пространную записку, в которой излагал свои мнения относительно новых, написанных новгородскими и псковскими мастерами икон. Висковатый обвинил протопопов Благовещенского собора Сильвестра и Симеона в близости Матвею Башкину и старцу Артемию и просил соборного разбирательства. Соборное разбирательство по этому делу состоялось в январе 1554 года и закончилось осуждением самого дьяка. На большинство «недоумений» дьяка собор ответил отрицательно. Дьяк раскаялся в своём поведении и был осужден к трёхлетней епитимии. Соборное определение осуждало его, согласно 64-му правилу Трулльского собора, за возмущение народа. Так же запрещалось держать книги святых Правил и учить, рассуждать о невидимом Божестве и непостижимом существе. В вину дьяку ставилось и некорректное цитирование правила VII вселенского собора. «От своего мнения, не испытав божественного Писания, о тех святых честных иконах сомнение имел и вопил и возмущал народ православных хрестьян, въ соблазнъ и в поношение многимъ».

### Политическая сторона дела
Политический фон событий самый неблагоприятный. Именно на Великий пост 1553 года приходится тяжёлая болезнь Ивана Грозного, когда выявились политические предпочтения его окружения. Многие не желали видеть на троне его малолетнего сына Дмитрия («пелёночника») и опасались усиления родственников царицы Анастасии Захарьиных. Это увеличивало возможность воцарения двоюродного брата царя князя Владимира Старицкого. Мать князя Владимира и вдова казнённого в 1537 году Андрея Старицкого не упустила бы возможности своего прихода к власти.
Дело Висковатого не лишено политической подоплёки. Дьяк обвинил благовещенских иереев не больше и не меньше, как в ереси, всячески желая показать их связь с Башкиным и Артемием. Косвенно обвинение падало и на поддерживающего их митрополита. Вряд ли искушённый политик не понимал последствий своих обвинений. Действительно, Висковатый близок кругу родственников царицы Анастасии Захарьиных: книги он берёт из библиотеки боярина Михаила Морозова и брата царицы Василия Юрьева-Захарьина. Партию родственников царицы раздражает активная деятельность митрополита и его соратников, их влияние на политическую жизнь государства.